# La Mancha de Toledo

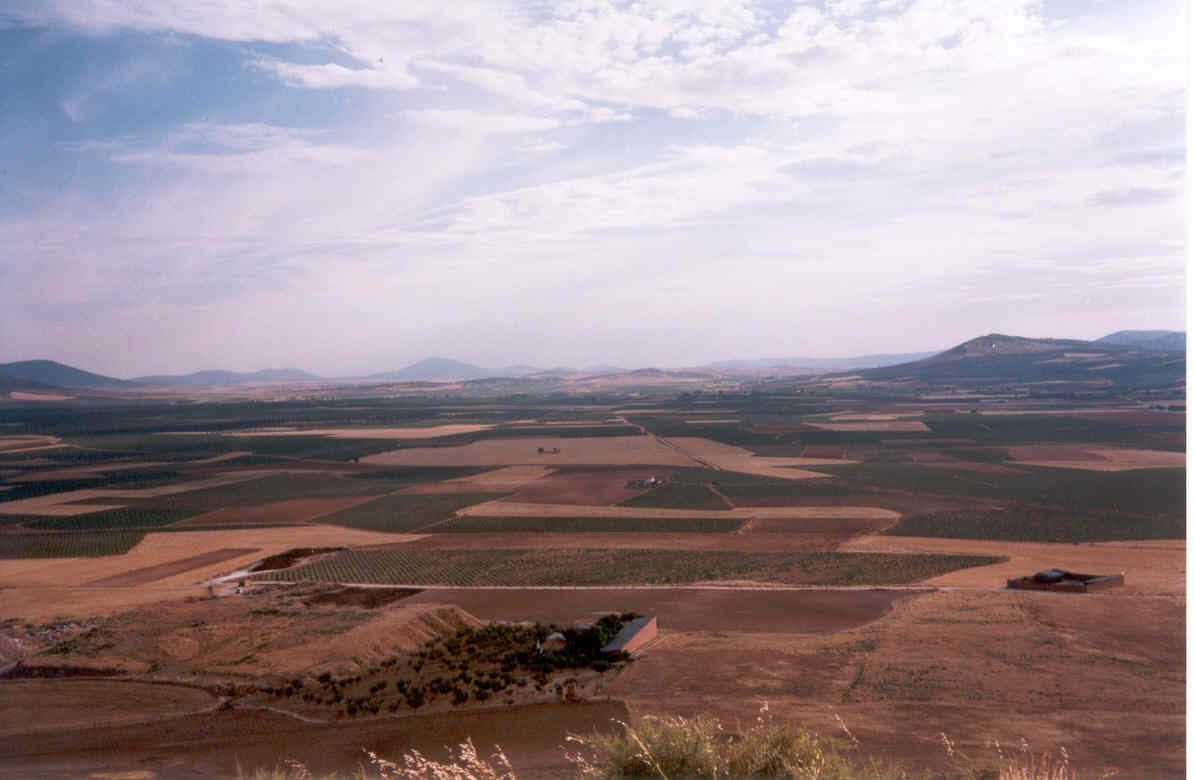
Panoràmica de la Mancha Alta de Toledo (Consuegra)

La Mancha de Toledo o La Mancha Alta de Toledo és una comarca de la província de Toledo, situada a la zona sud-oriental de la demarcació. És una part de la comarca àmplia de La Mancha que s'estén per diverses províncies de Castella-La Manxa. És una zona històricament lligada als priorats de Santiago i Sant Joan. El cap comarcal és Madridejos.

## Municipis
- Madridejos
- Quintanar de la Orden
- Consuegra
- Mora (Toledo)
- Villacañas
- Corral de Almaguer
- La Puebla de Almoradiel
- Miguel Esteban
- Villafranca de los Caballeros
- La Villa de Don Fadrique
- Villanueva de Alcardete
- Urda
- Lillo (Toledo)
- Tembleque
- El Toboso
- Camuñas
- Quero
- Turleque
- Almonacid de Toledo
- El Romeral
- Villanueva de Bogas
- Villamuelas
- Villaminaya
- Mascaraque
- Manzaneque
- Cabezamesada